# Oostblok

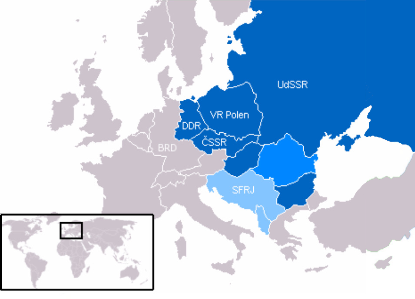
Oostblok

Het Oostblok is een verzamelnaam voor de voormalige Sovjet-Unie en de landen in Centraal- en Oost-Europa die in de tweede helft van de twintigste eeuw onder de invloedssfeer van de Sovjet-Unie vielen. Militair waren de landen gebonden via het Warschaupact, economisch via de Comecon.
Naast de Sovjet-Unie bestond het Oostblok uit Hongarije, Roemenië, Bulgarije, Tsjechoslowakije, Polen en de Duitse Democratische Republiek (DDR). Soms worden Joegoslavië en Albanië ook tot het Oostblok gerekend.
In de Oost-Europese gebieden die na de Tweede Wereldoorlog in de invloedssfeer van de communistische Sovjet-Unie vielen, liet de toenmalige leider Stalin via staatsgrepen ("revoluties van boven") de communisten aan de macht komen. Hij wenste namelijk een "cordon sanitaire" ten westen van de Sovjet-Unie: een keten van bevriende staten (satellietstaten) die bij buitenlandse (lees: westerse) agressie de eerste klappen zouden opvangen. In Joegoslavië, Albanië en Bulgarije kwam een sterke communistische partij aan de macht, maar in Polen, de DDR, Tsjecho-Slowakije, Roemenië en Hongarije waren het relatief kleine partijen die kunstmatig (en vaak via allianties) aan de macht werden geholpen. De Sovjet-Unie trachtte hun economieën via de Comecon in een groter geheel samen te brengen, dat echter eerder gunstig voor de Sovjet-Unie was dan voor de kleinere Oostbloklanden. Zo wilde Chroesjtsjov, de opvolger van Stalin, Albanië voedselleverancier maken en vertelde Hoxha dat "de wondere visvangst echt wat voor hem was".

## Albanië
Albanië was orthodoxer in de leer dan de andere communistische landen en bleef decennia nagenoeg in een zelfgekozen isolement. Dit begon toen Joegoslavië in 1948 met de Sovjet-Unie brak, waardoor het land niet meer aan een bondgenoot grensde. Na Chroesjtsjovs kritiek op Stalin keerde Albanië zich ook van de Sovjet-Unie af en richtte zich op Mao's communistisch China. Na de dood van Mao wijzigde de koers van China en wenste Albanië ook met China niets meer te maken hebben; het bleef tot de val van het communisme geïsoleerd en zonder bondgenoten.

## De DDR
De Duitse Democratische Republiek was een communistisch land dat ontstond in 1949 in het door de Sovjet-Unie bezette deel van het verslagen Duitsland. De DDR had het hoogste inkomen per hoofd van de bevolking, maar kende in de beginjaren een sterke leegloop naar het westen. Nadat ongeveer 3 miljoen Duitsers uit de DDR naar het Westen waren gevlucht, is het regime op 13 augustus 1961 gestart met het bouwen van een muur tussen West- en Oost-Berlijn. Ook de grens tussen de twee Duitse staten, sinds 1945 onderdeel van het IJzeren Gordijn, werd vanaf dat moment hermetisch afgesloten.

## Joegoslavië
Joegoslavië was geen lid van het Oostblok of van het Warschaupact. Hoewel communistisch geregeerd was de leider, maarschalk Tito, aan de macht gekomen vanwege zijn succes als partizanenleider. Tito was dus niet door het Rode leger geïnstalleerd en had aldus geen verplichtingen jegens hen. Tito weigerde ook aan allerlei economische, ideologische en militaire eisen van de Sovjet-Unie tegemoet te komen. Dit leidde in 1948 tot een openlijke breuk met de Sovjet-Unie.
Joegoslavië was in 1961 een van de oprichters van de Organisatie van Niet-gebonden Landen en kon zijn positie tussen Oost en West uitbuiten. Toen de Koude Oorlog ten slotte ten einde liep en Tito inmiddels overleden was, kon de overheid het land niet langer bijeen houden en viel het uiteen.

## Polen
In Polen was de afwijzing van het communisme het sterkst. In de geschiedenis was Polen drie keer tussen Pruisen en Rusland verdeeld en in 1939 hadden nazi-Duitsland en de Sovjet-Unie samen Polen bezet. Aan het eind van de Tweede Wereldoorlog werd Polen weer door het Rode Leger bezet, nadat de Sovjetlegers tijdens hun opmars richting Duitsland vlak voor Warschau halt hielden en het veelal pro-westerse en liberale verzet door de Duitse bezetters liet uitmoorden (zie de Opstand van Warschau). In 1956, 1970 en 1980 kwam het in Polen tot opstanden, en vooral in de minder toegankelijke gebieden hielden zich nog lange tijd opstandelingen schuil. De opstand van 1980 was goed georganiseerd in de vakbond Solidarność en kon door de communistische partij niet onder controle gebracht worden.

## Roemenië
Roemenië nam ook een aparte positie in, want het bewind daar stelde zich ten opzichte van de Sovjet-Unie vrij onafhankelijk op. Ook dit land leek relatief liberaal. De Amerikaanse regeringen en diplomaten meenden dat Roemenië in een conflict de kant van het westen zou kunnen kiezen of neutraal zou blijven en trachtten de Roemeense dictator Ceaușescu te paaien. Dit bleek een misvatting; Ceauşescu onderdrukte de binnenlandse oppositie met harde hand en kocht zijn relatieve vrijheid af met de belofte de Russen onvoorwaardelijk te steunen.

## Begin van het einde
De kritiek van Chroesjtsjov op Stalin na diens dood deed in 1956 ook de posities van de leiders in de Oostbloklanden wankelen. De onderdrukking van de opstanden (Berlijn 1953, Boedapest 1956 en Praag 1968) maakten echter duidelijk dat de Sovjet-Unie een aantasting van haar invloedssfeer niet zou dulden. In 1980 lukte het de Poolse vakbond Solidarność via vreedzame weg en voor korte tijd hervormingen te forceren. Gedurende de rest van de jaren tachtig, ondersteund door paus Johannes Paulus II en de Verenigde Staten, zouden deze vakbond en overige organisaties in het Oostblok voor druk op de regimes zorgen.
Het einde van het Oostblok werd ingeluid door Michail Gorbatsjov, die de communistische leiders in de Oostblokstaten weigerde nog langer te steunen. In 1989-1990 vielen de communistische regimes als dominostenen, de een na de ander. Hongarije opent in 1989 de grens door het doorknippen van het ijzeren gordijn bij de stad Sopron tijdens de Pan-Europese picknick.
Nog steeds wordt de term Oostblok gebruikt ter aanduiding van de voormalig communistische Midden- en Oost-Europese landen. Een andere benaming was de Tweede wereld. De meeste inwoners van deze landen vinden het echter niet prettig wanneer hun landen als "Oostblok" worden aangeduid. Aangezien het kader waarin de landen samen het Oostblok vormden niet meer bestaat, is hedendaags gebruik van de term strikt genomen ook incorrect.
Centraal-Europa ·
Noord-Europa ·
Oost-Europa ·
West-Europa ·
Zuid-Europa ·
Zuidoost-Europa ·
Zuidwest-Europa

Balkan ·
Balticum ·
Britse Eilanden ·
Fennoscandinavië ·
Iberië ·
Kaukasus ·
Nederlanden ·
Noordse landen ·
Romania ·
Scandinavië

MOE-landen ·
Oostblok ·
Westblok